# Nightcall
Ne doit pas être confondu avec Night Call ou Night Call (jeu vidéo).
Singles de Kavinsky
1986
(2007) Roadgame
(2012)
Nightcall est un morceau synthwave de l'artiste français Kavinsky, publié en 2010. Il est produit par Guy-Manuel de Homem-Christo des Daft Punk, avec la participation des artistes français SebastiAn et Sébastien Tellier. La chanteuse brésilienne du groupe CSS, Lovefoxxx, collabore au morceau par l'intermédiaire du chant. Le morceau a été remixé par des grands noms de l'electro, tels que Xavier de Rosnay du groupe Justice, Jackson and His Computer Band ou encore Breakbot.
Le morceau est repris par le groupe London Grammar. D'une approche différente, car abandonnant le style electro house pour une interprétation au piano, le titre figure sur leur premier album studio If You Wait, sorti le 9 septembre 2013.
Interprété lors de la cérémonie de clôture des Jeux olympiques de Paris le 11 août 2024, avec Angèle et le groupe Phoenix accompagnant Kavinsky, cette nouvelle version du titre est par la suite enregistrée en studio et sort le 20 septembre 2024,.

## Liste des pistes
1. Nightcall - 4:27
2. Pacific Coast Highway - 6:23
3. Nightcall (Dustin N'Guyen Remix) - 3:41
4. Pacific Coast Highway (Jackson Remix) - 8:36

Digital bonus track
1. Nightcall (Breakbot Remix) - 3:38

Anniversary edition digital bonus tracks
1. Nightcall (Robotaki Remix) - 4:55
2. Nightcall (SAWAGii Remix) - 4:49

## Classement
| Classement (2010 - 2011)                | Meilleure position |
| --------------------------------------- | ------------------ |
| Belgique (Flandre Ultratop 50 Singles)  | 38                 |
| Belgique (Wallonie Ultratop 50 Singles) | 29                 |
| France (SNEP)                           | 10                 |

## Reprise de London Grammar
Singles de London Grammar
Help Me Lose My Mind
(2013)
Nightcall est le 4e single du trio britannique London Grammar, extrait de l'album If You Wait (2013).

### Liste de titres
| No | Titre                  | Durée |
| -- | ---------------------- | ----- |
| 1. | Nightcall (Radio Edit) | 3:38  |

| 1. | Nightcall (LG Re-Edit)                           | 3:39 |
| 2. | Nightcall (Freemason's Pegasus Club Mix)         | 7:53 |
| 3. | Nightcall (Raaja Bones & Fyfe Dangerfield Remix) | 4:57 |
| 4. | Nightcall (Special Request VIP)                  | 4:45 |
| 5. | Everywhere You Go                                | 3:42 |

### Classements
| Classements (2013)             | Meilleure position |
| ------------------------------ | ------------------ |
| Danemark (Tracklisten)         | 8                  |
| France (SNEP)                  | 183                |
| Royaume-Uni (UK Singles Chart) | 53                 |

## Nouvelle version de Kavinsky avec Angèle et Phoenix
Une nouvelle version de Nightcall par Kavinsky avec Angèle et le groupe Phoenix au chant sort le 20 septembre 2024. Il s'agit de la version studio de la nouvelle interprétation du titre effectuée dans le cadre de la cérémonie de clôture des Jeux olympiques de Paris le 11 août 2024,.

### Titre
| No | Titre     | Durée |
| -- | --------- | ----- |
| 1. | Nightcall | 2:59  |

## Dans la culture
- La chanson est rendue célèbre par le film Drive de Nicolas Winding Refn (2011)[9]. On peut également l'entendre brièvement dans le film La Défense Lincoln[10].
- La musique apparait dans le jeu Gangstar Vegas (2013), lorsque le joueur allume la radio.
- La musique sert de bande-son pour le spot publicitaire de la Volvo C40 en 2021.
- La chanson est interprétée en live par Kavinsky accompagné du groupe Phoenix et de la chanteuse belge Angèle durant la cérémonie de clôture des Jeux olympiques d'été de 2024. Dans les jours qui suivent, il devient le morceau le plus recherché en une journée de l'histoire sur l'application Shazam[11].